# Aconcagua
Vous lisez un « bon article » labellisé en 2008.  Il fait partie d'un « thème de qualité ».
Pour le jeu vidéo, voir Aconcagua (jeu vidéo).
L'Aconcagua est un sommet d'Argentine situé à treize kilomètres de la frontière chilienne et s'élevant à 6 962 mètres d'altitude. Surnommé le « colosse de l'Amérique », il constitue le point culminant de la cordillère des Andes, du continent, de l'hémisphère austral et la plus haute montagne en dehors de l'Asie. Il domine un vaste parc provincial protégeant des espèces animales typiques de la cordillère, en particulier le condor des Andes et le guanaco, ainsi qu'une végétation rare et fragile. En effet, le climat est aride et la couverture neigeuse ténue, malgré l'existence de quelques glaciers modestes.
Son ascension est relativement aisée pour des personnes acclimatées à l'altitude, malgré des vents parfois violents. Ainsi, la montagne semble avoir été occupée très tôt par des populations quechuas. La première ascension officielle est réalisée par le Suisse Matthias Zurbriggen en 1897 par la face Nord.

## Toponymie
Le nom d'Aconcagua serait une hispanisation d'une racine quechua, aqu signifiant « sable » et k'awa désignant le ruban de laine rouge porté en diadème par les Incas. Ce « ruban de sable » aurait donc indiqué d'abord le fleuve du même nom, le río Aconcagua, qui se jette dans l'océan Pacifique près de Valparaíso, et la vallée environnante, avant de dénommer le sommet lui-même. Une autre théorie avance que le nom viendrait des mots quechua akon et kahuak signifiant « sentinelle de pierre » ou de la variante ancocahuac signifiant « sentinelle blanche ». Selon une troisième théorie, en langue aymara, les mots kon et kawa signifient respectivement « il a neigé » et « mont », soit « mont enneigé », tandis que les Araucans du Chili nommaient le sommet Aconca-Hue, ce qui peut être traduit par « qui vient de l'autre côté ». L'Aconcagua est parfois surnommé le « colosse de l'Amérique ».

## Géographie

### Situation

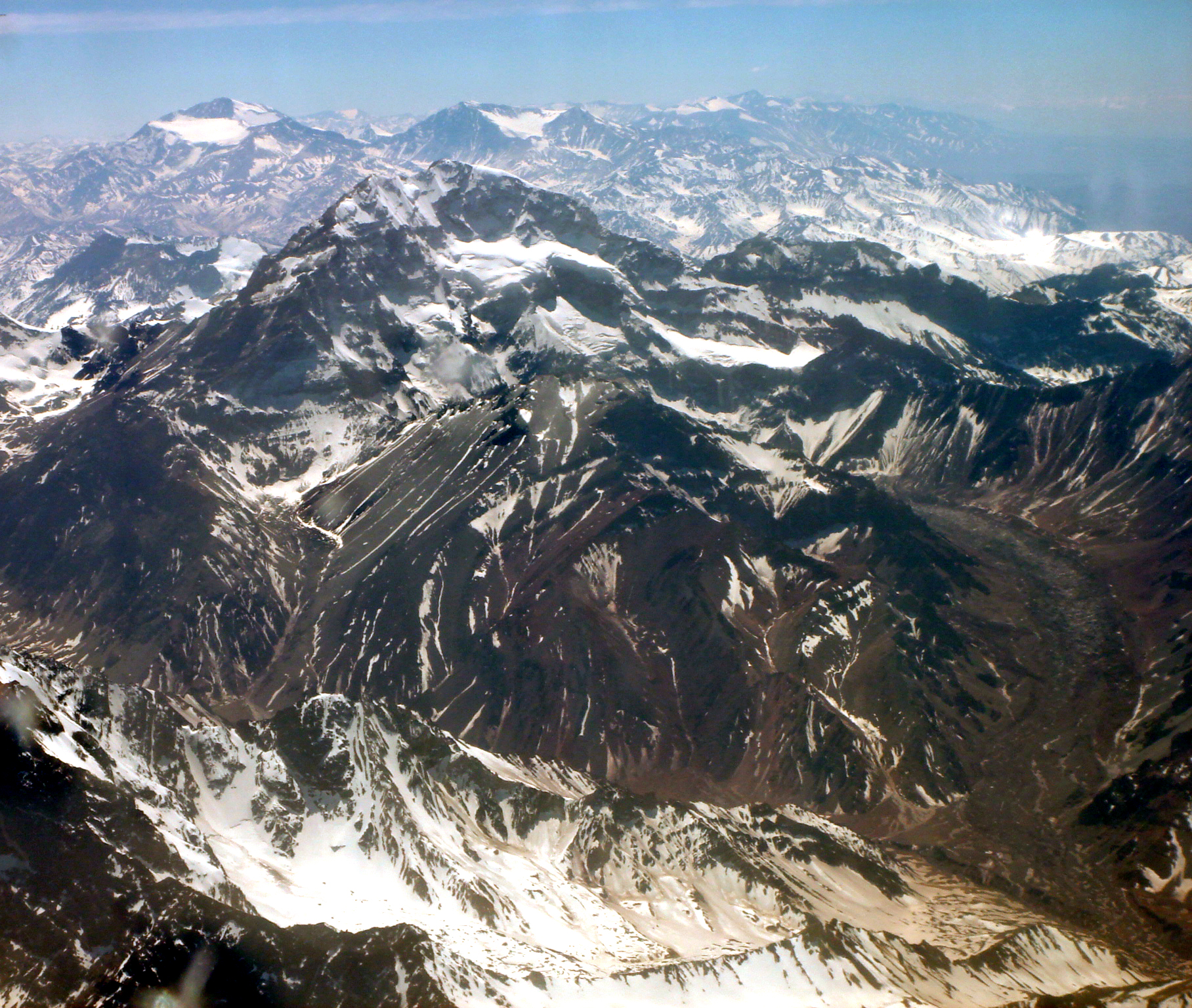
Vue aérienne de l'Aconcagua en direction du nord.

L'Aconcagua se trouve en Argentine, dans la province de Mendoza, département de Las Heras, à environ treize kilomètres de la frontière chilienne. Santiago est située à seulement 110 kilomètres au sud-ouest, tandis que la ville de Mendoza, chef-lieu de la province, est à 130 kilomètres à l'est et que Buenos Aires se trouve à environ 1 100 kilomètres à l'est. Avec ses 6 962 mètres, il est le point culminant de la cordillère des Andes et le plus haut sommet en dehors de l'Asie. Il est aussi l'une des montagnes les plus isolées du monde : le plus proche sommet ayant une altitude supérieure, le Tirich Mir Ouest IV, se trouve dans le Nord du Pakistan, à une distance de 16 518 kilomètres.
L'Aconcagua est entouré de nombreux sommets dépassant 5 000 mètres, en particulier dans le Cordón de los Penitentes, une chaîne de montagnes recouvertes de neige d'environ 50 kilomètres de long, puis un peu plus au nord par le Mercedario qui s'élève au-dessus des déserts des Andes centrales. À l'est, l'étendue brune poussiéreuse argentine contraste avec l'horizon bleu de l'océan Pacifique visible à 150 kilomètres à l'ouest.

### Topographie

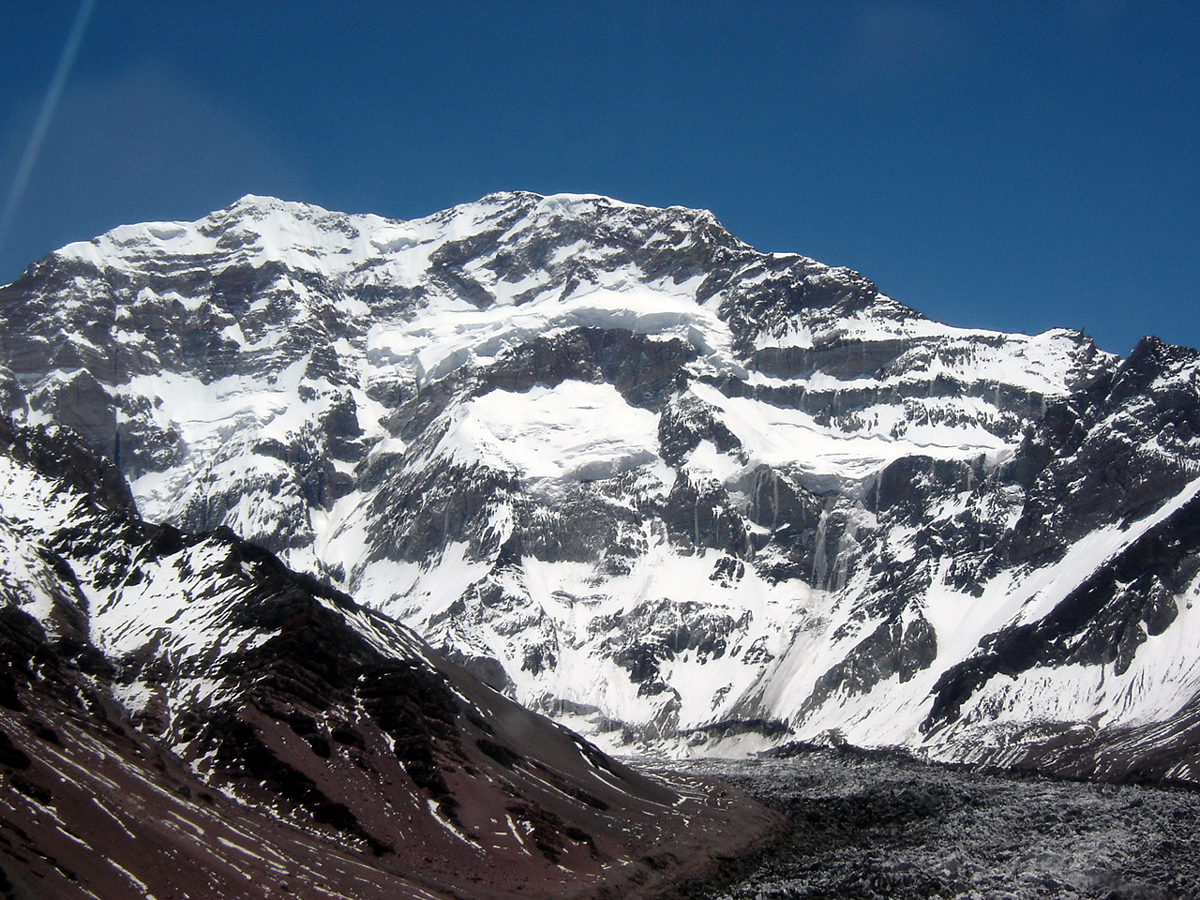
Une partie du glacier des Polonais au pied de l'Aconcagua.

Animation représentant l'Aconcagua en trois dimensions.

L'Aconcagua est limité à l'ouest et au sud-ouest par la Valle de los Horcones, au nord et à l'est par la Valle de las Vacas. Il possède plusieurs glaciers de taille modeste, en particulier, au nord-est, le glacier de los Polacos, le « glacier des Polonais », ainsi nommé en hommage à l'expédition de 1934 dirigée par Konstanty Narkiewicz-Jodko (en) avec Otrowski, Karpinski, Osiecki, Dorwaski et Daszyinski ; à l'est se trouve le glaciar de los Inglés, le « glacier des Anglais ». Malgré le lent cumul des neiges, ces glaciers alimentent des rivières assez importantes, parmi lesquelles la rivière Los Horcones, sur les versants ouest et sud, et le rio de las Vacas sur les versants nord et est, qui sont des affluents du río Mendoza, et dont les eaux rejoignent l'océan Atlantique.
Dans les années 1920, une étude trigonométrique menée par l'Institut géographique militaire argentin (es), dans l'optique d'un chemin de fer à travers la cordillère, détermine que l'altitude de l'Aconcagua est de 7 021 mètres. En 1956, en plein débat mettant en balance l'Aconcagua avec son homologue andin de l'Ojos del Salado, Eduardo E. Baglietto de l'université de Buenos Aires décide de mesurer l'altitude exacte du sommet par la méthode géodésique et obtient ainsi la valeur de 6 959,7 mètres, avec une erreur probable de plus ou moins un mètre. En 1989, grâce au GPS, Francesco Santon de l'université de Padoue, avec l'aide de l'Institut argentin de glaciologie et de nivologie, établit finalement les altitudes respectives des deux sommets à 6 962 mètres et 6 900 mètres, avec une marge de plus ou moins cinq mètres. À la suite d'une controverse soulevée en novembre 2006 par Andes Magazine, une expédition franco-chilienne est spécialement organisée et l'altitude officielle de l'Ojos del Salado est finalement ramenée à 6 891 mètres, confirmant la prééminence de l'Aconcagua.

### Géologie
L'Aconcagua n'est pas un volcan, contrairement aux conclusions tirées par Charles Darwin lors d'une expédition à terre en 1834 durant le second voyage du HMS Beagle. Son altitude élevée est due à un soulèvement tectonique lié à la subduction de la plaque de Nazca sous la plaque sud-américaine selon un plan presque horizontal. Cette subduction, en provoquant des phénomènes de compressions, a induit le soulèvement de plusieurs zones le long de failles normales, ainsi que de nombreux plissements des terrains sédimentaires. Cette orogenèse andine est relativement récente puisqu'elle est située de la fin du Mésozoïque au début du Cénozoïque.
L'Aconcagua est un synclinal perché constitué d'une base de dépôts sédimentaires datant de la fin du Protérozoïque et du Paléozoïque, très déformés par des granitoïdes datant du Permien. Des roches sédimentaires plissées datant du Mésozoïque sont placées au-dessus de la série paléozoïque, en discordance. Les dépôts du Trias sont continentaux ; ceux du Jurassique inférieur et moyen sont marins, mais les dépôts de la fin du Jurassique sont des évaporites. Les dépôts du Crétacé montrent également des séries marines. L'ensemble est surmonté d'un bloc d'andésites. Bien que mises en place au Cénozoïque, ces andésites pourraient être plus anciennes et dater du Paléozoïque. Elles auraient alors été remontées lors du plissement et du charriage qui a eu lieu au Miocène. Les dépôts sédimentaires du Pléistocène et de l'Holocène sont relativement peu importants. En effet, lors des dernières glaciations, la grande aridité de la région n'a pas permis un développement très important des glaciers.

### Climat

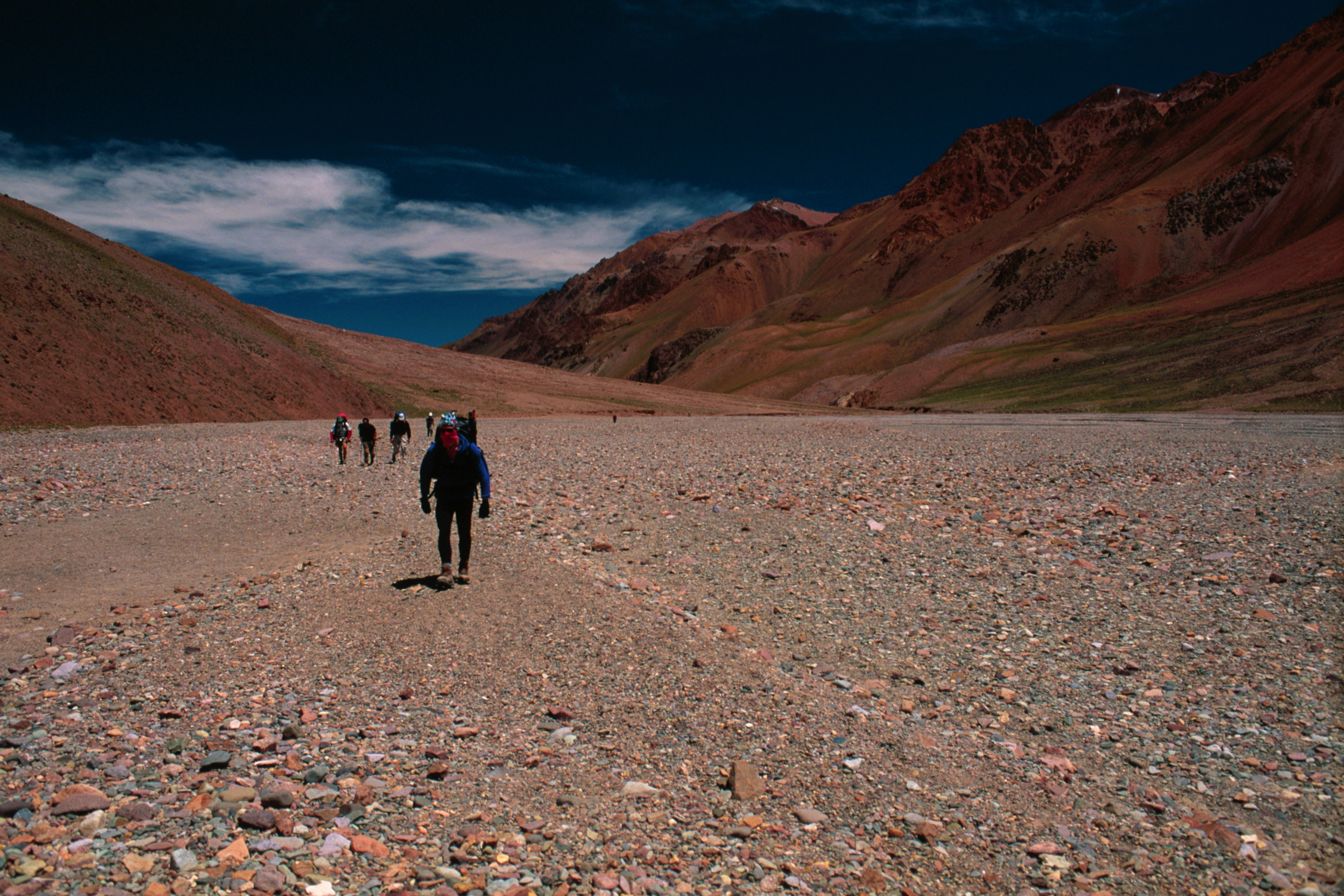
Approche dans des paysages arides.

L'Aconcagua est situé dans la cordillère Principale ou cordillère Frontalière (Cordillera del Límite), dans une région semi-désertique qui lui a valu le surnom d'« Andes arides ». La rareté des précipitations et la violence des vents soufflant jusqu'à 250 km/h expliquent la faible quantité de neiges éternelles qui couvrent le sommet. Les changements climatiques sont rapides et les contrastes journaliers importants en été, si bien que la température nocturne peut y être largement négative en altitude. En hiver, la neige peut tomber en dessous de 4 000 mètres. En raison de la fonte des neiges saisonnière, de grandes formations de glace pointues atteignant trente mètres de haut et appelées « pénitents » se créent au niveau des glaciers.
Durant l'été, la montagne reçoit la plupart des précipitations annuelles, amenées depuis l'ouest par les vents chargés d'humidité au-dessus du Pacifique. Ces vents remontent le long des versants de la cordillère en se refroidissant et en se condensant. Ils forment ainsi les fameux nuages lenticulaires appelés viento blanco ou « vents blancs » qui recouvrent parfois les sommets et qui sont annonciateurs de neige et de vents forts en altitude. Ils peuvent aussi générer de violents orages, avec la formation de la pluma, de longs nuages effilés, dans les vallées. Mais le sommet de l'Aconcagua est la plupart du temps épargné par ces conditions atmosphériques et l'ensoleillement y est accru par rapport aux vallées.

### Faune et flore

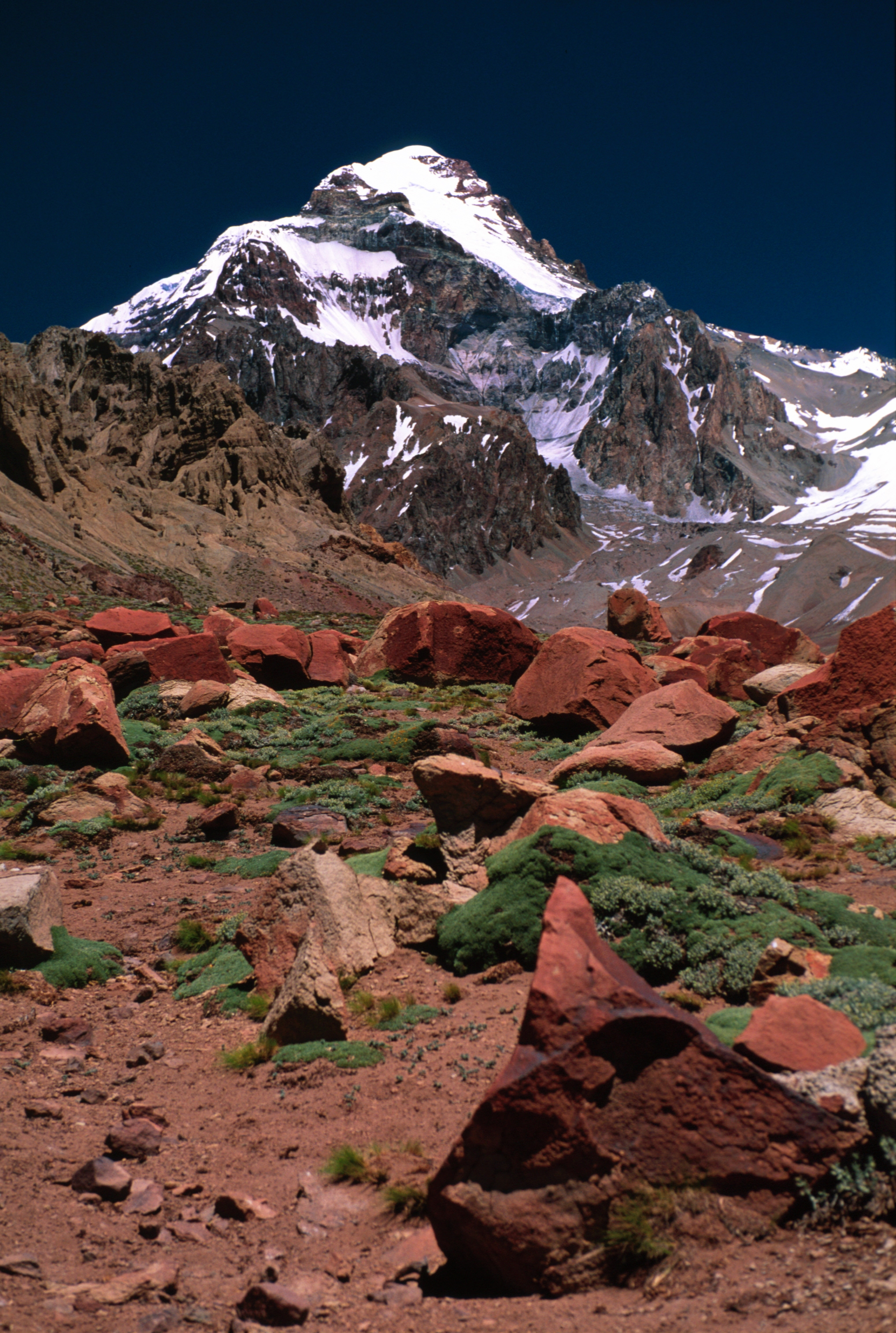
L'Aconcagua vu depuis la base de Puente Del Inca.

Une végétation éparse est présente sous la forme de cactus, de plantes à fleur et d'herbes à croissance lente, principalement durant l'été, jusqu'à l'altitude de Confluencia (3 500 mètres dans la Valle de los Horcones et dans celle de la Plaza Argentina, 4 100 mètres dans la Valle de las Vacas, la « vallée des vaches », en raison des bêtes qui y broutent). Des espèces d'orchidées et de Calandrinia fleurissent au printemps et au début de l'été tandis que les Saintpaulia attendent novembre pour s'épanouir. Le reste de la végétation se compose d'arbustes bas comme la Adesmia pinifolia, la Azorella compacta ou la Skytanthus acutus, localement cuerno de cabra ou « corne de chèvre ».
Sur le plan de la faune, les petits oiseaux passereaux, appelés localement testes, sont plus nombreux que les grands et s'aventurent rarement à haute altitude, où règnent le condor des Andes avec son envergure dépassant trois mètres, le Caracara caronculé qui lui est relativement semblable du point de vue de la couleur de plumage mais sensiblement plus petit, ainsi que l'Urubu noir (localement jote cabeza negra) et l'Urubu à tête rouge (localement jote cabeza roja). On peut aussi croiser la bruyante perdrix des Andes (localement perdicita). Chez les reptiles, on trouve un grand nombre de lézards parmi les rochers. Les mammifères les plus courants sont l'agile guanaco et un petit canidé solitaire, le Renard de Magellan ; on y rencontre aussi le lièvre et le rat à plus basse altitude.

## Histoire

### Ascensions historiques

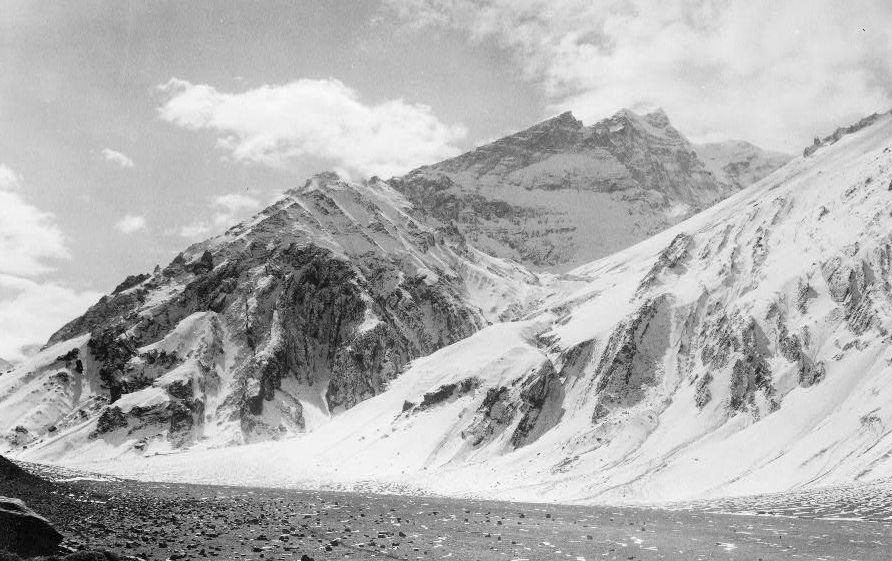
L'Aconcagua photographié entre 1890 et 1923.

Il n'existe aucune preuve que les Incas aient atteint le sommet de l'Aconcagua mais des indices permettent d'affirmer qu'ils sont montés très haut sur la montagne. En 1947, le squelette d'un guanaco est découvert le long de la crête reliant les pics Nord et Sud, appelée depuis « crête du guanaco ». Même s'il apparaît improbable que cet animal soit monté par ses propres moyens à cette altitude, aucun site archéologique n'est mis en évidence. Finalement, la preuve la plus formelle est mise au jour en 1985 avec la découverte d'une momie préservée par le froid et la sécheresse à 5 200 mètres d'altitude le long de la crête Sud-Ouest du Cerro Piramidal, un pic secondaire de l'Aconcagua. La présence avérée des Quechuas au sommet de montagnes aussi hautes que le Llullaillaco (6 739 mètres) laisse à penser aux archéologues que de nombreux sites restent à trouver sur l'Aconcagua.
Le premier à explorer réellement la montagne est le général argentin José de San Martín en 1817 : lors de sa traversée des Andes centrales pour libérer le Chili de la présence espagnole, il passe trois années à lever et préparer une armée de 5 300 soldats, 10 600 mules et 1 600 chevaux, pour attaquer les villes de Santiago et Valparaíso depuis les cols entourant le Mercedario, le Tupungato et l'Aconcagua. Ils traînent leur artillerie au-delà de 4 000 mètres d'altitude, considérablement gênés par les éboulis et les névés, pour finalement vaincre, après de lourdes pertes, les Espagnols qui s'attendent à une invasion par la mer.
La première tentative d'ascension réelle de l'Aconcagua par des Occidentaux est effectuée par l'Allemand Paul Güssfeldt en 1883. Il effectue son approche depuis Santiago, puis remonte le río Volcán et emprunte enfin la crête Nord-Ouest par ce qui est devenu la voie normale. Il arrive jusqu'à l'altitude de 6 560 mètres mais doit abandonner à cause du mauvais temps.
La première ascension réussie par le versant septentrional est réalisée par le guide suisse Matthias Zurbriggen qui arrive seul au sommet le 14 janvier 1897, après cinq tentatives échelonnées sur six semaines,. Le chef de l'expédition, l'Anglais Edward FitzGerald (en), ainsi que les autres membres et porteurs ont abandonné à 6 700 mètres d'altitude. Stuart Vines et Nicola Lanti atteignent également le sommet le 13 février. Vines et Zurbriggen réalisent quelques semaines plus tard la première du Tupungato, un peu plus au sud.
La Française Adrienne Bance est la première femme à réaliser l'ascension de l'Aconcagua le 7 mars 1940, avec l'Allemand Jorge Link et les membres du Club Andinista Mendoza : Pablo Franke, P. Etura, D. López et J. Semper.
En 1944, l'expédition dramatique de l'alpiniste allemand Juan Jorge Link, où il périt avec trois autres membres de l'expédition dont Adrienne Bance devenue son épouse après l'ascension de 1940, fait l'objet d'un récit par Tibor Sekelj dans Tempestad sobre el Aconcagua. L'ouvrage connaît un grand succès, plusieurs rééditions et des traductions dans des dizaines de langues. Ce livre, écrit par un alpiniste néophyte, a servi de manuel d'alpinisme au Mexique tant il détaille toutes les précautions et les préparatifs en vue d'une ascension.
En mars 1947, lors de l'ascension par la face nord, l'Espagnole Maria F. Canals-Frau est prise dans une tempête de neige et décède lors de la descente.
La première de la très difficile face Sud n'est réalisée qu'en 1954 par une équipe de six jeunes Français : Adrien Dagory, Edmond Denis, Pierre Lesueur, Guy Poulet, Robert Paragot et Lucien Bérardini, ces deux derniers devenant célèbres. Les six vainqueurs, hormis Paragot, reviennent de l'expédition amputés de plusieurs doigts et orteils du fait des gelures, seulement quatre ans après Herzog et Lachenal à l'Annapurna. René Ferlet, secrétaire du Club alpin français et chef d'expédition, doit abandonner le groupe dès le camp I après s'être fait mal au dos. Il accueille les rescapés à la descente sur le chemin du retour.
La première ascension solitaire intégrale de la face Sud de l'Aconcagua a été réussie par le guide français Ivano Ghirardini en 1981, en trois jours et demi. La première hivernale solitaire de la face Sud est l'œuvre du guide japonais Tsuneo Hasegawa.

### Ascensions récentes
Le 23 février 2005, à l'occasion du centenaire du Rotary International, une ascension est organisée par l'alpiniste argentin Mauricio Bernardo Bianchi et le Club Andinautas et retransmise jour après jour sur internet. En décembre 2005, un jeune montagnard espagnol, Javier Cantero, gravit la montagne afin d'y lire un passage de Don Quichotte de la Mancha, à l'occasion du 400e anniversaire de l'œuvre. Le 30 décembre 2007, en complétant son quatrième des Seven Summits, Jordan Romero, originaire de Big Bear Lake en Californie, devient à onze ans la plus jeune personne à atteindre le sommet. Il est détrôné le 24 décembre 2013 par un autre Californien, Tyler Armstrong, âgé alors à peine de neuf ans,. Trois jeunes Argentins ont déployé une banderole au sommet, le 3 janvier 2010, réclamant la libération des « Cinq de Cuba ».

## Activités

### Alpinisme
La meilleure saison pour escalader l'Aconcagua est durant l'été austral, de décembre à juin, en raison des conditions climatiques. Bien que les effets de l'altitude soient importants et puissent provoquer le mal aigu des montagnes, la pression atmosphérique au sommet n'étant plus qu'à 40 % de la valeur mesurée au niveau de la mer, l'utilisation d'oxygène supplémentaire n'est pas nécessaire. Pour tenter l'ascension, l'obtention d'un permis est obligatoire auprès des autorités gérant le parc provincial à Mendoza, permis dont le prix est variable en fonction des saisons. Au total, la montagne propose un choix entre trente-trois voies.

#### Voie normale

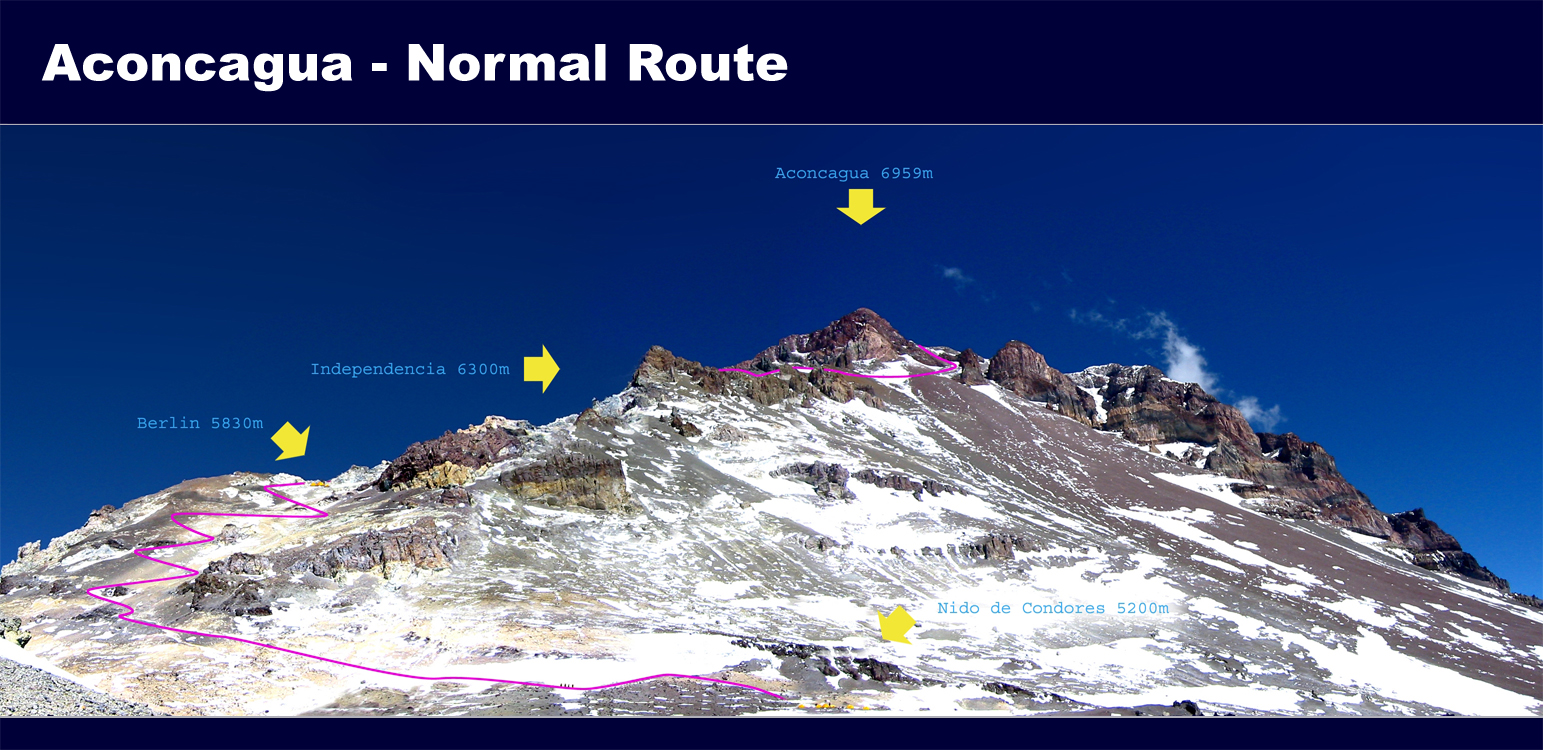
Partie supérieure de la voie normale vers le sommet.

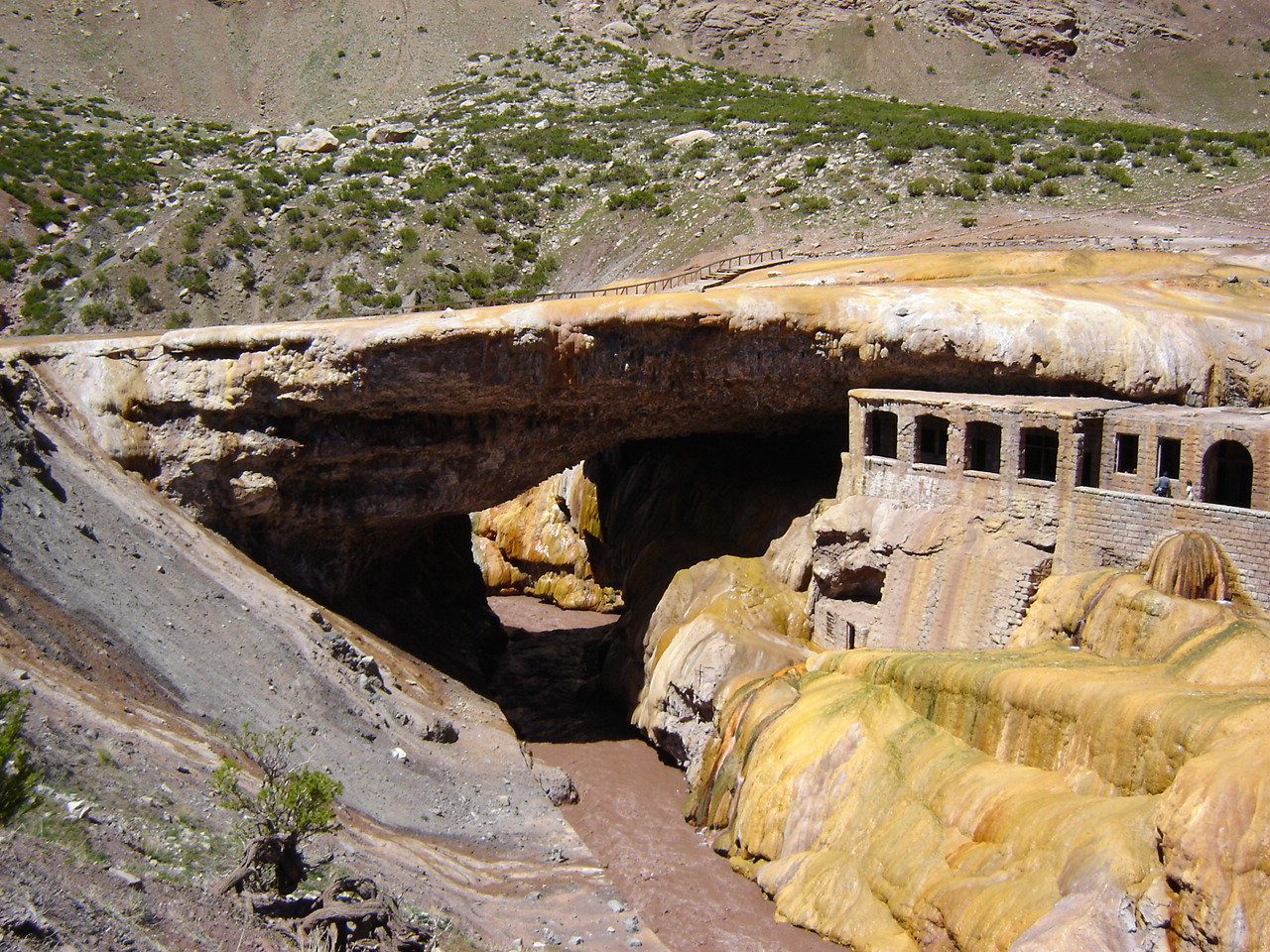
Le site de Puente del Inca.

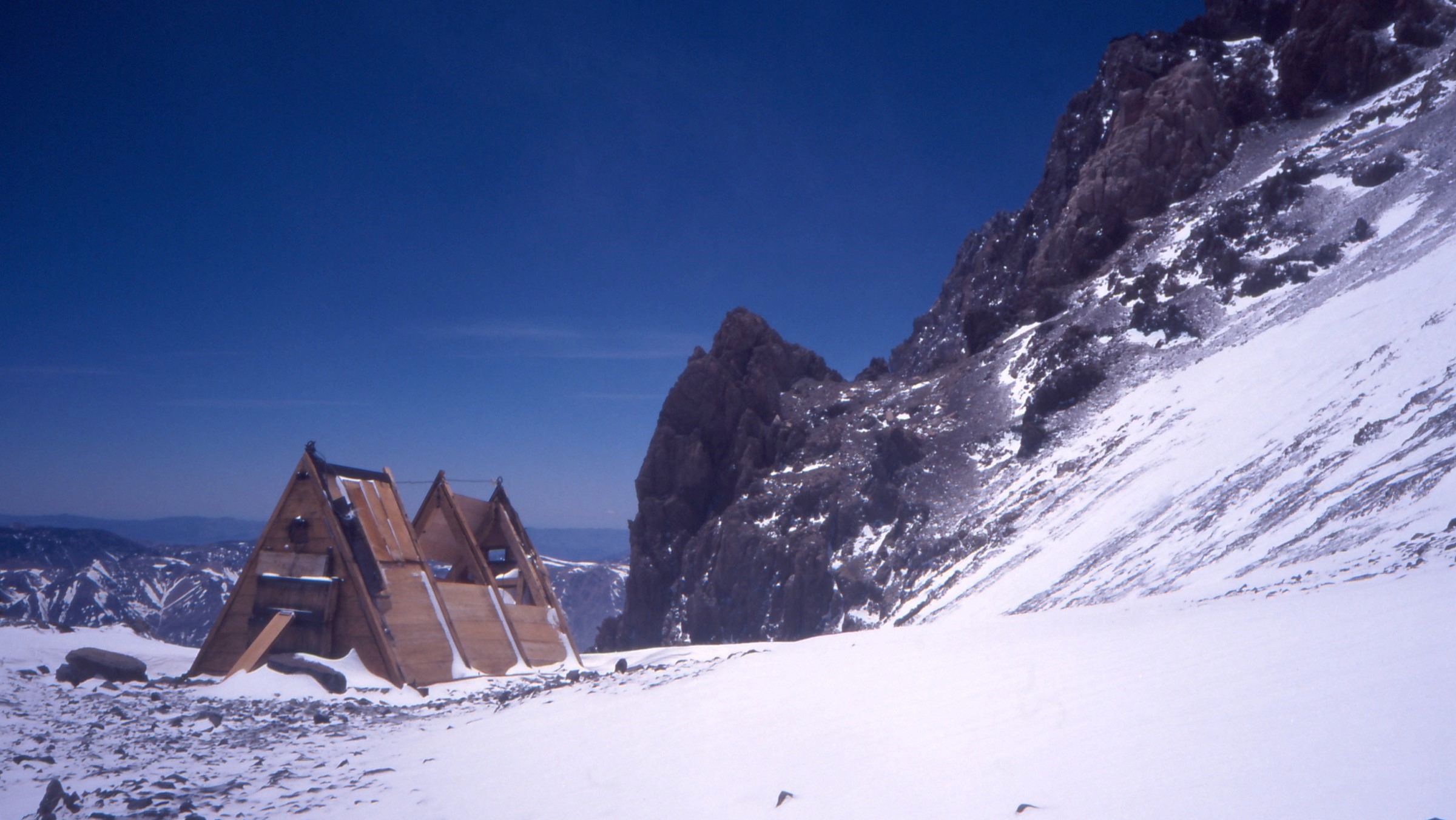
Le refuge Independencia en ruine (1997).

Techniquement parlant, l'approche par le nord par la voie normale est relativement facile. La neige y est quasiment absente en été et un sentier bien balisé mène jusqu'à la Canaleta à 6 700 mètres d'altitude. Le record de rapidité d'ascension par la voie normale depuis le camp de base est de 3 h 32 min 16 s, établi le 15 janvier 2022 par l'Américain Tyler Andrews. Le skyrunner Karl Egloff a battu le précédent record, détenu jusque-là par Kilian Jornet, de l'ascension puis redescente de l'Aconcagua par la voie normale depuis l'entrée du parc le 19 février 2015 en 11 h 52 min. Le 22 février 2016, la coureuse d'ultra-trail brésilienne Fernanda Maciel devient la première femme à réaliser l'aller-retour sur l'Aconcagua. Empruntant la voie normale, elle boucle le trajet en 22 h 52. Le 18 février 2023, le traileur et marathonien américain Tyler Andrews établit un nouveau record d'aller-retour en 11 h 24, améliorant le record de Karl Egloff de 28 minutes. Le 25 janvier 2025, la Slovaque Lenka Poláčková établit un nouveau record d'ascension en 6 h 19 min 23 s en partant du camp de base. Elle réussit l'aller-retour en 8 h 17 min 34 s.
Pour atteindre le sommet par cet itinéraire, il est possible de passer la nuit dans les camps suivants :
- Puente del Inca (en) (2 740 m), petit village point de départ de l'ascension ;
- Confluencia (3 380 m), premier camp à l'intérieur des limites du parc, situé à la confluence entre le río Horcones et le río Vacas ;
- Plaza de Mulas (4 370 m), camp de base prétendant être le deuxième plus grand du monde après celui de l'Everest ;
- Plaza Canadá (5 050 m), camp I situé sur un large aplomb rocheux au milieu de l'acarreo dominant Plaza de Mulas ;
- Plaza Alaska (5 200 m), un petit camp peu utilisé ;
- Cambio de Pendiente (5 300 m) ;
- Nido de Cóndores (5 570 m), camp II près du Puerto del Manso offrant un magnifique panorama et abritant généralement un garde ;
- Antartida Argentina (5 560 m) ;
- Plamantura-Berlín-Libertad (5 940 m), camp III, considéré comme le plus grand dépotoir des Andes ;
- Plaza Cólera (6 000 m), un camp plus grand, bien que légèrement exposé, situé directement sur la crête nord, près de Plaza Berlín, avec une popularité croissante, et disposant depuis janvier 2011 d'un refuge ouvert pour un usage exclusif en cas d'urgence[34], appelé Elena, du nom de l'alpiniste italienne Elena Senin décédée en janvier 2009 peu après avoir atteint le sommet et dont la famille a fait un don pour la construction du refuge[35] ;
- Piedras Blancas (6 100 m), alternative aux refuges précédents pour planter la tente et offrant un beau panorama ;
- Independencia (6 546 m), le plus haut refuge du monde mais en ruine.

#### Versant des Polonais
Le second itinéraire le plus fréquenté passe par la Polish Glacier Traverse Route, qui suit la Valle de las Vacas, traverse le glacier de los Polacos, puis rejoint la voie normale pour l'ascension finale vers le sommet. Le camp de base est situé à Plaza Argentina mais il est possible de rejoindre l'itinéraire en prenant la direction est depuis Nido de Condores ou Berlín.
La première ascension de la voie des Polonais a été réalisée le 8 mars 1934 par la gauche du glacier. Elle dispose désormais de quatre camps vers 5 500 mètres, 5 900 mètres, 6 350 mètres (Piedra Bandera) et 6 800 mètres d'altitude. Une voie directe, plus difficile, par la droite du glacier, a été ouverte durant l'hiver 1961 par des Argentins. Une variante, l'AltoAragonesa, existe depuis 1995, avec une inclinaison de 75° et une cotation 4c.
La première ascension de la voie du glacier Est, ou « glacier des Anglais », date de janvier 1978 et présente un passage coté 5c. Elle est l'œuvre des Argentins Guillermo Vieyro, Jorge Jasson et Edgardo Porcellana. Elle mène des Relinchos à Plaza Argentina Superior en traversant le glacier depuis sa base à 6 300 mètres d'altitude.

#### Face Sud

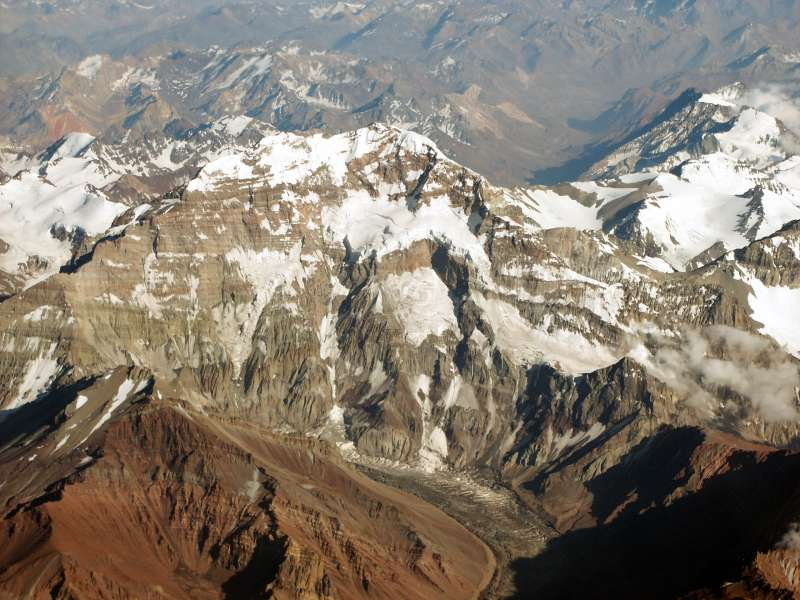
Vue aérienne de la face Sud.

Les nombreux itinéraires passant par les crêtes Sud et Sud-Ouest sont très difficiles. Cette face présente une paroi verticale de 3 000 mètres de hauteur vaincue par une expédition française en 1954, d'où son nom de French Route Inferior Horcones. Malgré des passages cotés 5 voire 6, elle a l'avantage d'abriter les alpinistes des avalanches. Le camp de base, Plaza Francia, se situe à 4 100 mètres d'altitude sur la gauche de la base de la paroi. Les camps suivants sont prévus à 4 900 mètres, 5 800 mètres, 6 400 mètres et 6 700 mètres. Il existe une variante dite des Argentins ainsi qu'une voie des Yougoslaves, la plus difficile de toutes, avec plusieurs passages cotés 6 considérés comme dangereux en raison des chutes de roche et de glace. La voie nommée Johan's Route est ouverte par Tomaž Humar et Ales Kozelj en décembre 2003 et cotée en rocher 6b/A2 et en mixte M6.

#### Face Ouest
La face Ouest présente trois voies mal tracées. La voie Marmillod-Grajales 1953, ouverte par Frédéric Marmillod et Fernando Grajales, emprunte la face Sud-Ouest avec des camps possibles à 5 500 mètres, 5 700 mètres et 6 400 mètres et possède une variante 1979. La voie Mendocina 1988 attaque la face Ouest plein centre. La voie Mendocina 1982, ouverte par Carlos Sansoni et Sergio Buglio, est plus directe en suivant l'arête Sud-Ouest mais aussi plus difficile.

### Protection environnementale

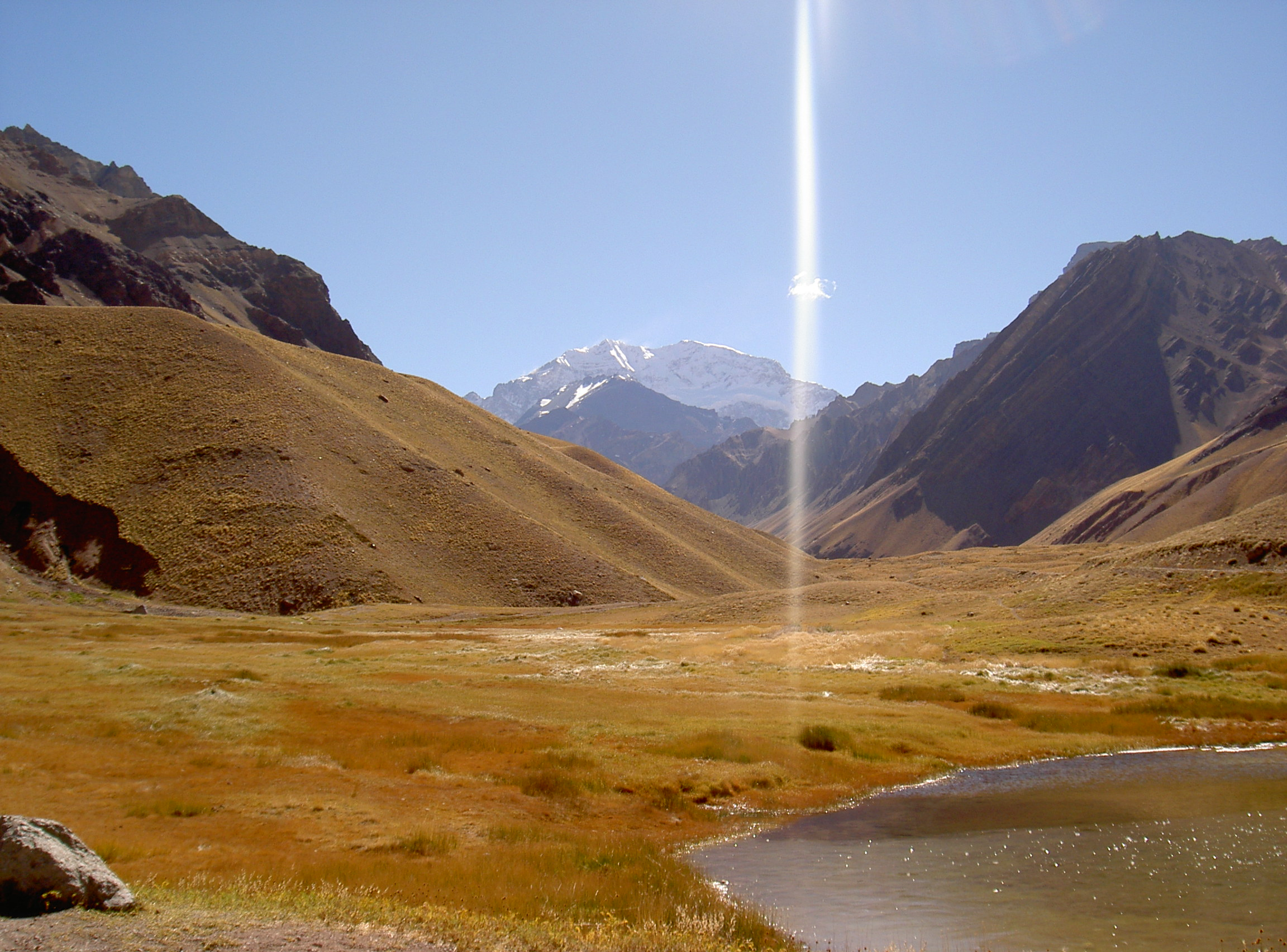
L'Aconcagua vu du sud, à proximité du col frontalier du Cristo Redentor, à la limite du parc provincial.

L'Aconcagua est inclus dans le parc provincial de l'Aconcagua, zone protégée de 71 000 ha déclarée en 1983. C'est l'un des trois parcs provinciaux de la province de Mendoza avec le parc provincial du volcan Tupungato et le parc provincial de la Laguna del Diamante. Il est officiellement ouvert du 15 novembre au 15 mars. Depuis 1990, il bénéficie d'un service de gardes dont le rôle est de contrôler les permis et maintenir l'ordre, de protéger le parc et d'assister les touristes. Les randonneurs peuvent disposer d'un service de location de mules pouvant transporter chacune deux sacs de 30 kg, sous l'autorité des arrieros qui ont la charge de la conduite, la garde et la préparation des animaux. Les Argentins constituent pratiquement 30 % des touristes entrant dans le parc. Suivent les Américains, les Allemands et les Espagnols, les Chiliens n'arrivant qu'en quinzième position. Avec 7 658 visiteurs sur la saison 2007-2008, principalement autour du mois de janvier, la fréquentation du parc est en constante augmentation. Près de 60 % de ces visiteurs demandent un permis pour tenter l'ascension d'un des sommets.

## L'Aconcagua dans la culture populaire
L'Aconcagua est représenté dans Saludos Amigos de Disney, dans l'épisode appelé Pedro, sous les traits d'une effrayante montagne à visage humain. L'histoire raconte la traversée des Andes d'un « bébé avion » nommé Pedro dont le but est de livrer du courrier vers l'Argentine et de revenir au Chili, afin de remplacer son père malade. Gagné par la confiance, il oublie les mises en garde et lors de son voyage retour approche la montagne interdite d'un peu trop près. Elle apparaît de nouveau sur une illustration utilisée quelques années plus tard dans une anthologie de Disney.
Le 29 juin 2002, la poste argentine a émis un timbre illustré par l'Aconcagua dans sa série sur les paysages d'Argentine. La même année, le Canada a également émis un timbre sur la montagne dans une série sur les montagnes du monde. En 2010, l'Argentine a émis une série de pièces d'un peso pour le bicentenaire de son indépendance, dont une représente le point culminant du pays.